# Vipava (Fluss)

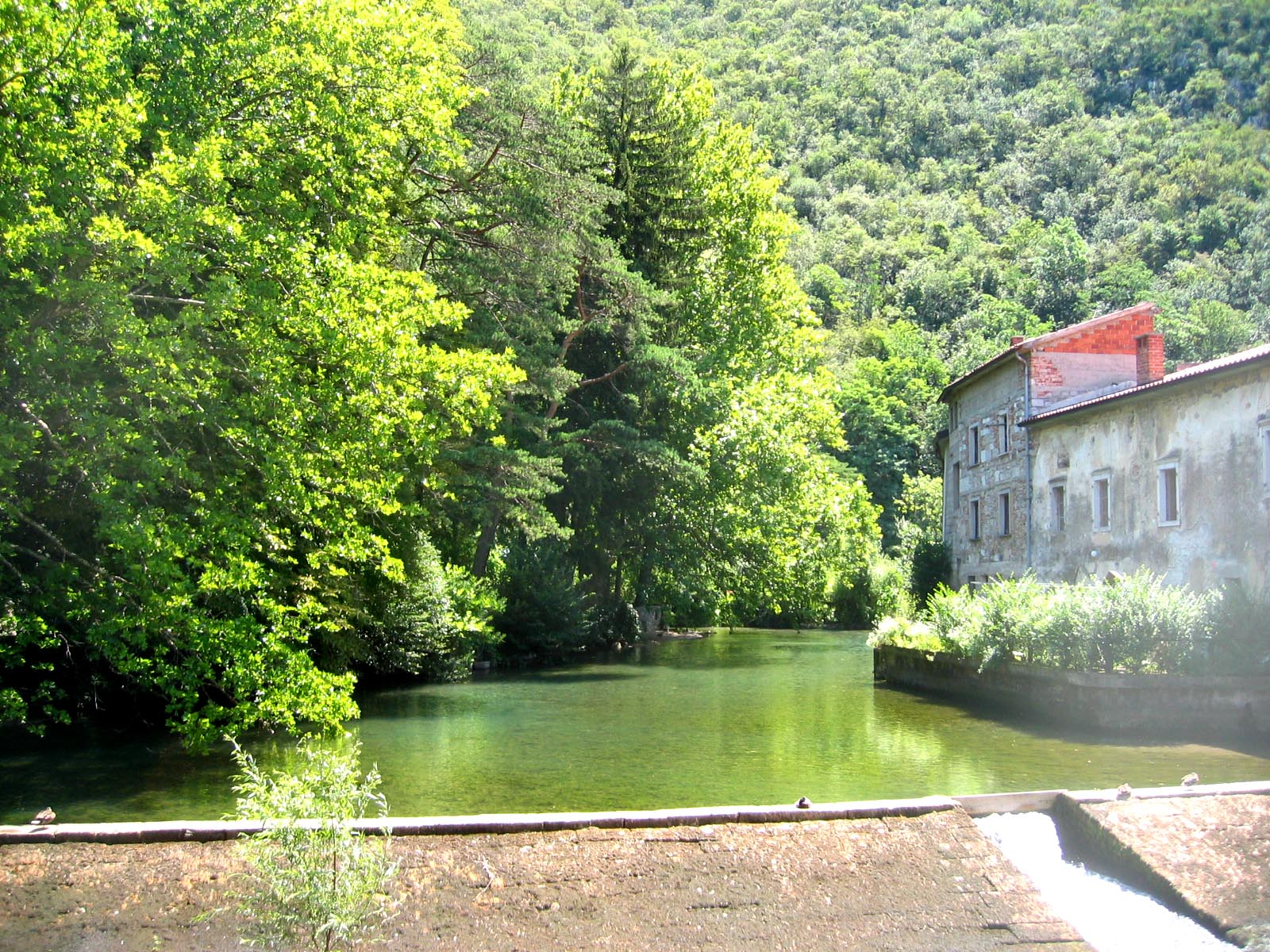
Quelle der Vipava

Die Vipava (slowenisch), Vipacco (italienisch), auch Wippach oder Wipbach (historische deutsche Namen), furlanisch Vipau, ist ein Fluss in Slowenien und in der italienischen Region Friaul-Julisch Venetien.
Die Länge der Vipava beträgt 49 km, davon die letzten 5 km in Italien. Der Fluss entspringt mit einer ergiebigen Karstquelle in der Kleinstadt Vipava. Er nimmt kurz hinter Vipava den vom Razdrto-Pass kommenden, wesentlich längeren Močilnik auf und fließt zunächst durch das Wippachtal (slowenisch: Vipavska dolina), an dessen westlichem Ende er den ebenfalls von einer starken Karstquelle gespeisten Hubelj aufnimmt, der die Kleinstadt Ajdovščina durchfließt. Bei Ustje verengt sich das Tal. Der Fluss verläuft in westnordwestlicher Richtung über Dornberk zwischen den Höhen des Karstgebirges des Ternowaner Walds und den Hügeln der Črni Hribi, die einen Teil der Vipavska brda bilden. Bei Miren bildet die Vipava eine große Flussschleife; anschließend überschreitet sie die Grenze zu Italien.
In der Nähe des Flusstals fand im Jahr 394 die Schlacht am Frigidus statt (nähere Angaben im Artikel Isonzo).

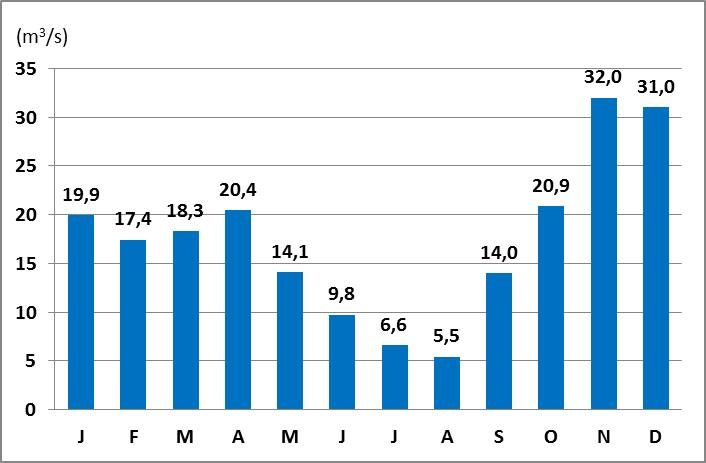
Hydrogramm der Vipava 1981–2010 in Mirna nahe der slowenisch-italienischen Grenze

Etwa parallel zum Fluss verläuft die slowenische Schnellstraße Hitra cesta H4, die sich nach Westen als italienische Autostrada A34 fortsetzt.